# Ama Dablam
Ama Dablam, wcześniej Amai Dablang (w tłumaczeniu: Matka z perłowym naszyjnikiem) – szczyt wznoszący się na wysokość 6812 m n.p.m., w Nepalu, w paśmie Himalajów.

## Krótki opis
Jeden z najbardziej charakterystycznych szczytów w okolicy Mount Everestu. Jego sylwetka wznosi się 3050 metrów ponad okoliczne wioski Tengboche i Pangboche. Widoczna z nich, najbardziej znana, ściana zachodnia góry ma wysokość 1500 m. Z kolei ściana północno-zachodnia ma wysokość 1650 m.

## Wypadki
W nocy 13-14 listopada 2006 oberwanie seraka spowodowało zasypanie obozu III i śmierć sześciu himalaistów: trzech Europejczyków i trzech Szerpów.

## Galeria

Ama Dablam
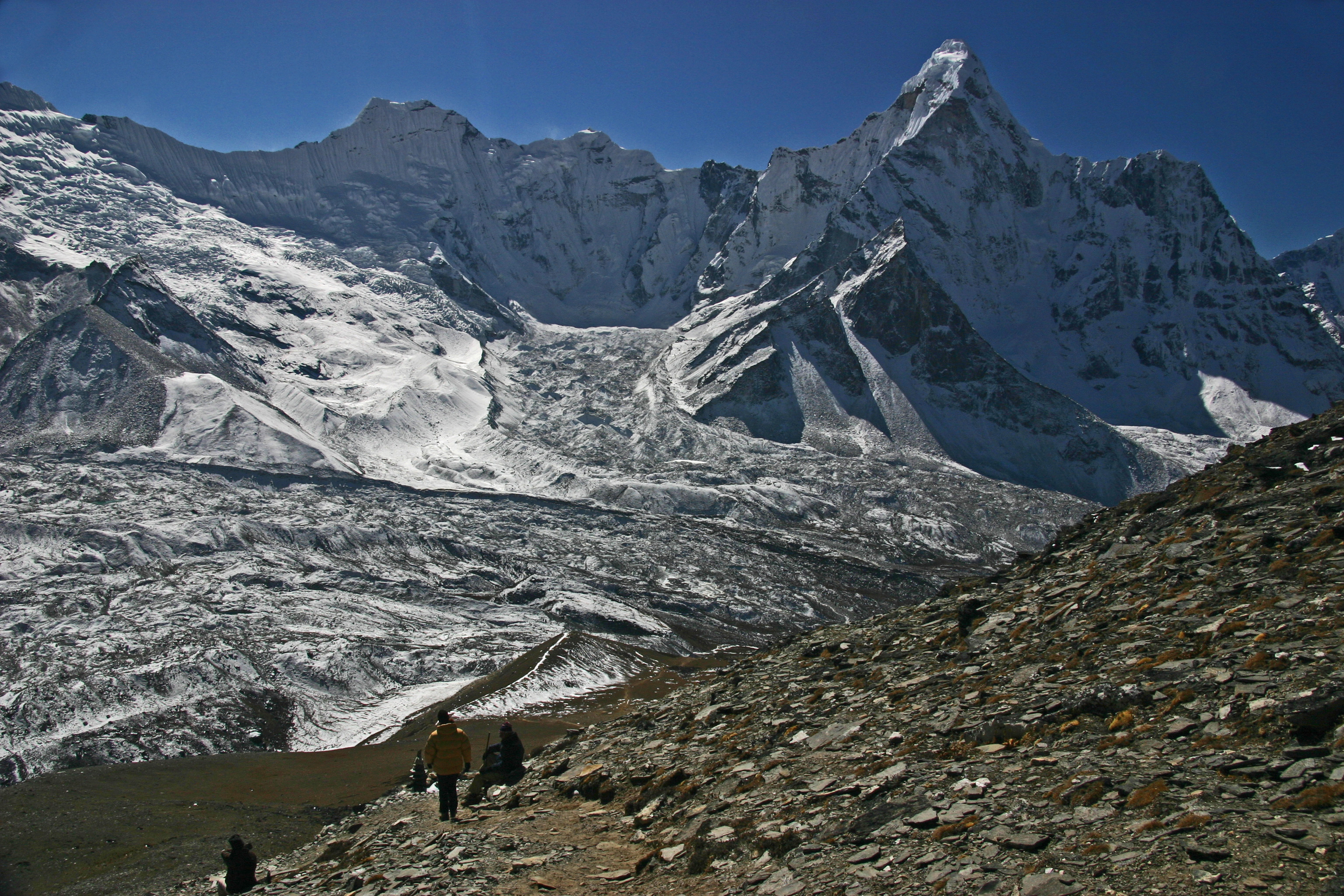
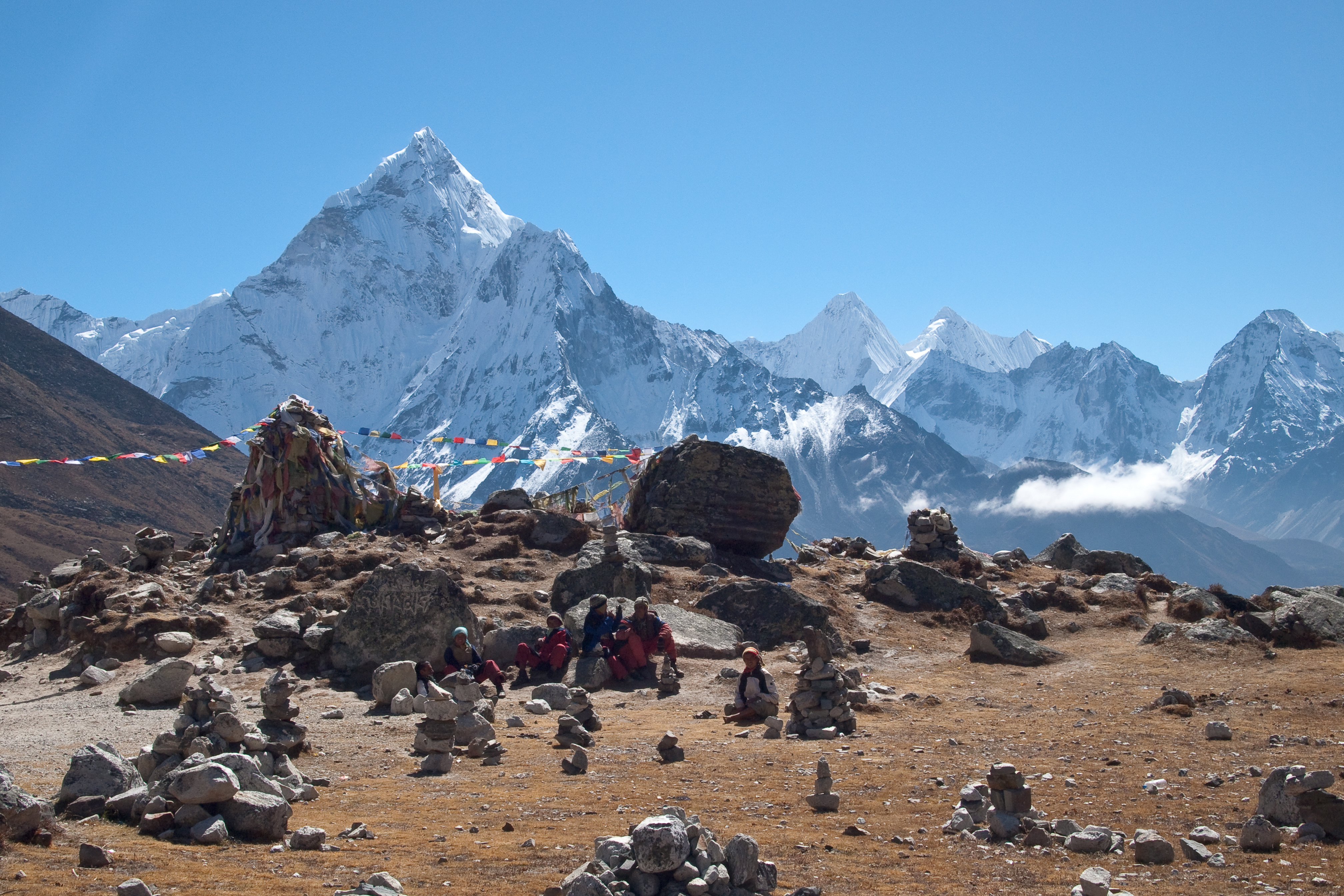
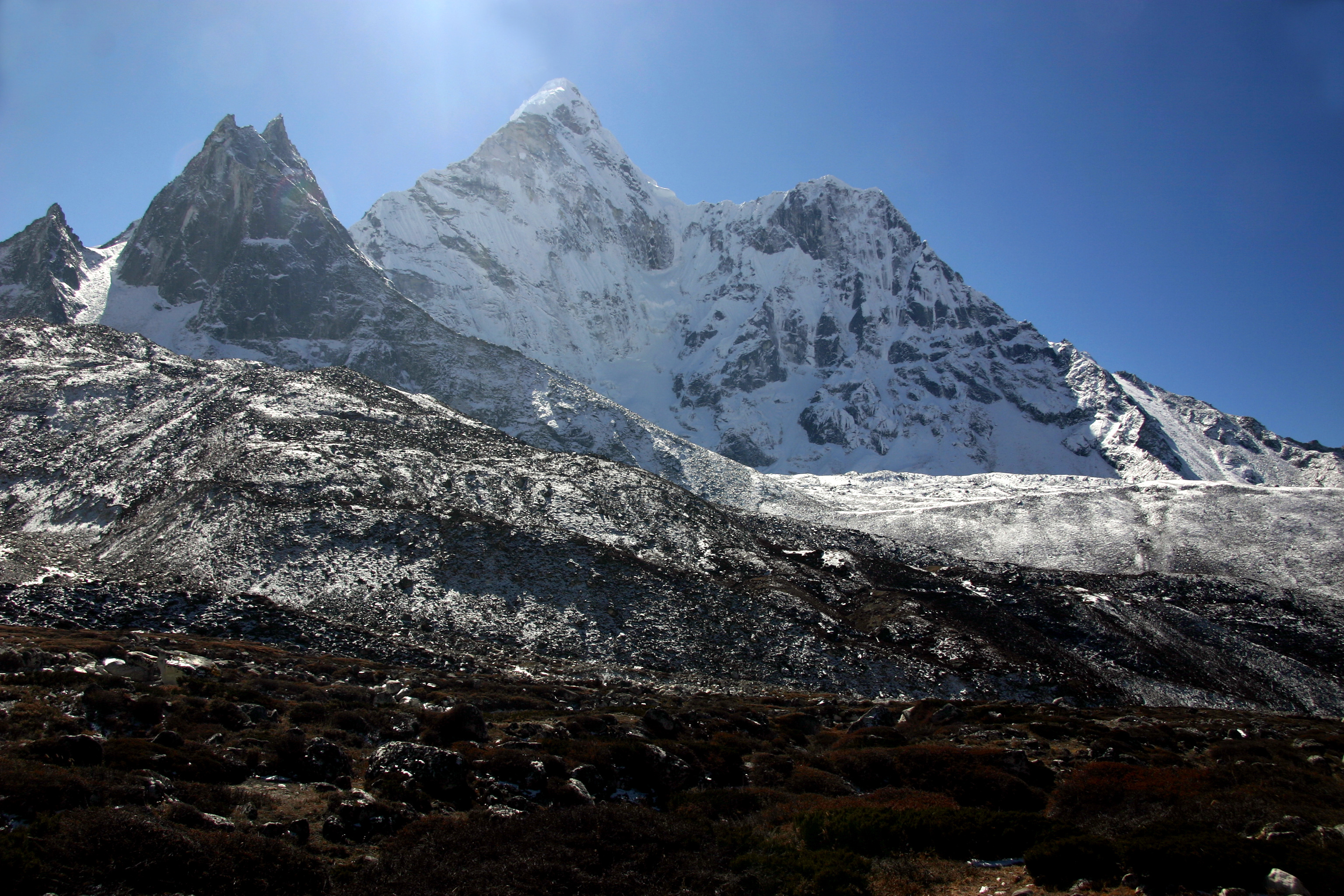
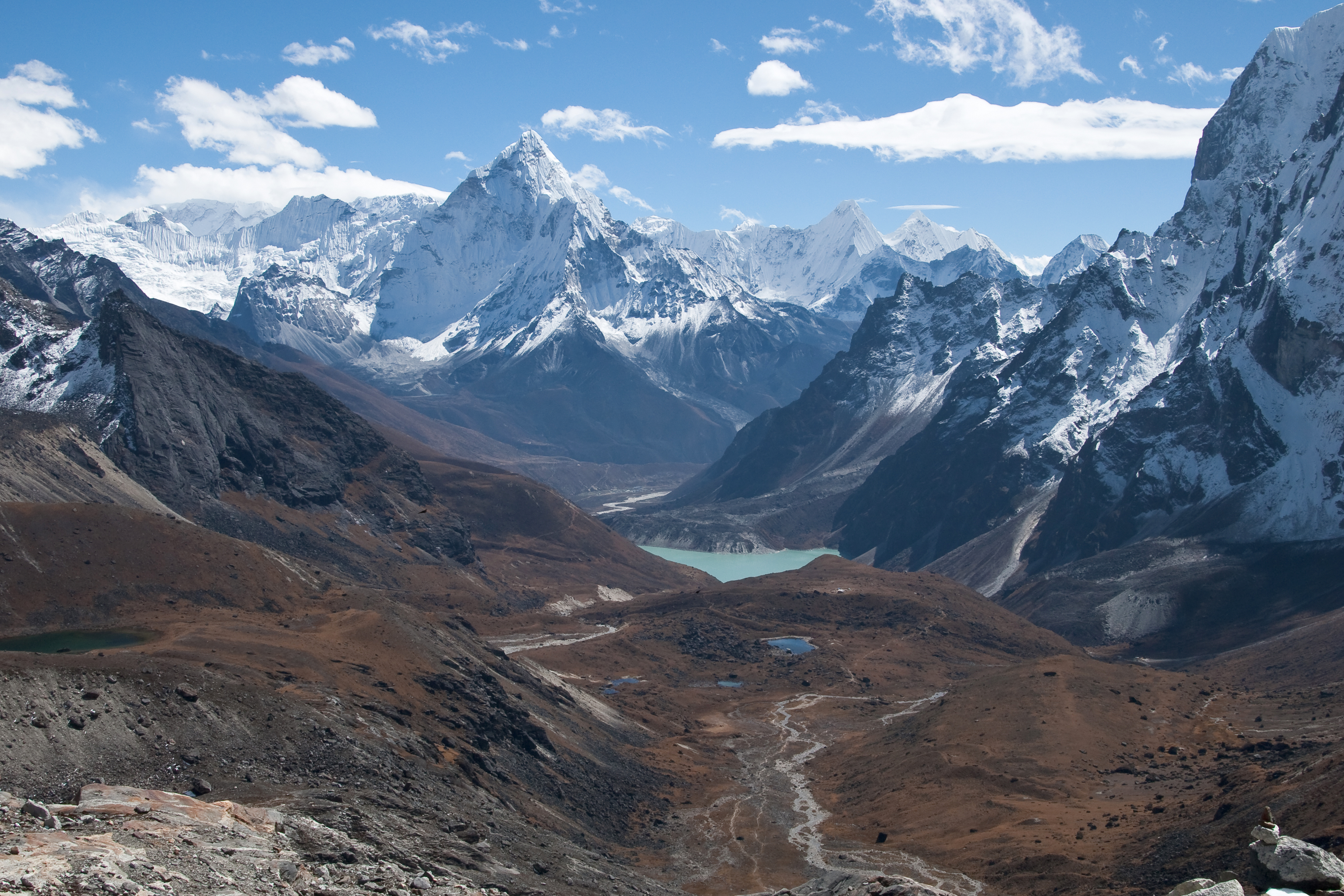
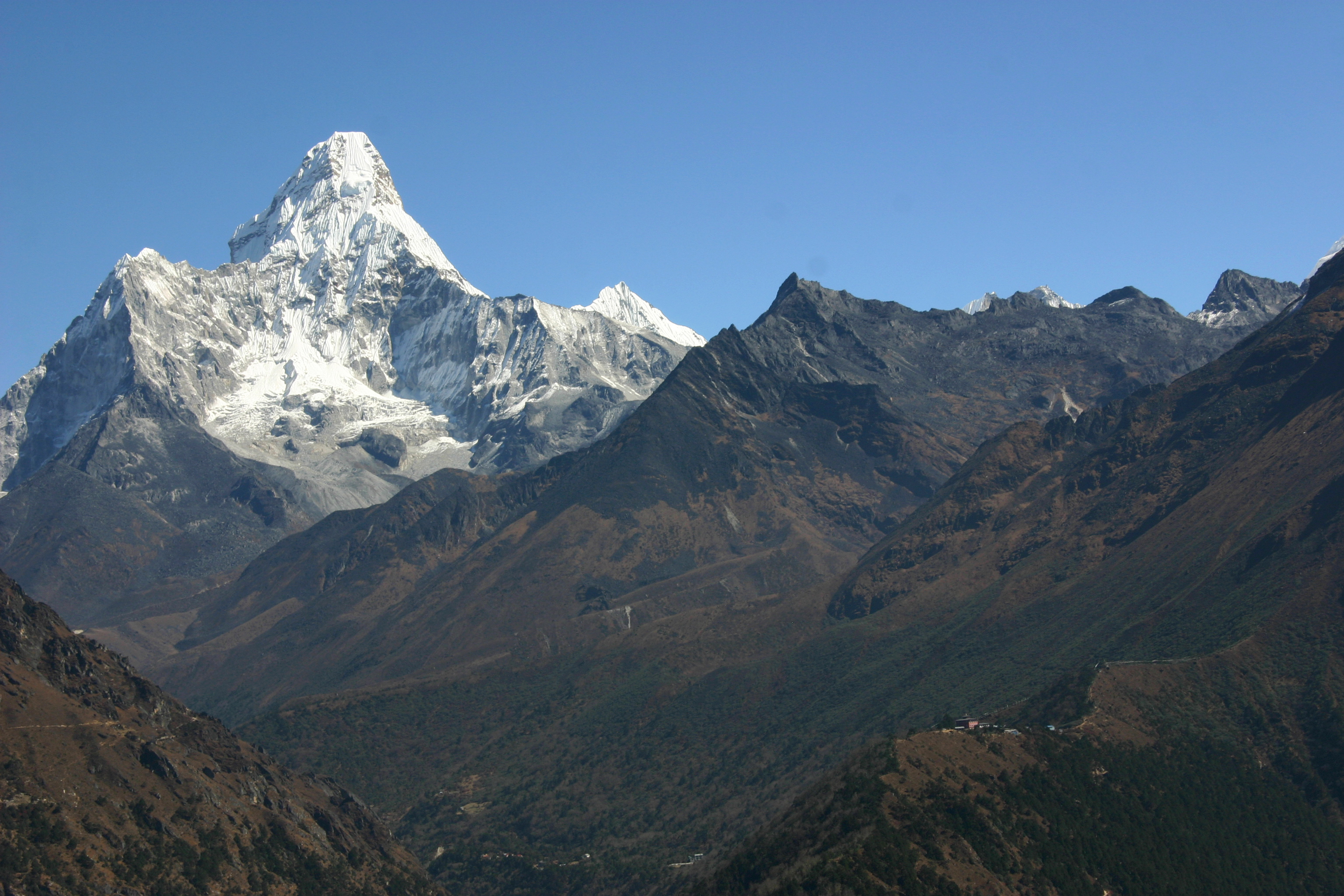